# Обша (гмина)
Гмина Обша (пол. Gmina Obsza) — сельская гмина (волость) в Польше, входит как административная единица в Билгорайский повет, Люблинское воеводство. Административный центр гмины — деревня Обша. Население — 4375 человек (на 2006 год).

## Населённые пункты
- Бабице
- Воля-Обшаньска
- Замх
- Ольховец

## Соседние гмины

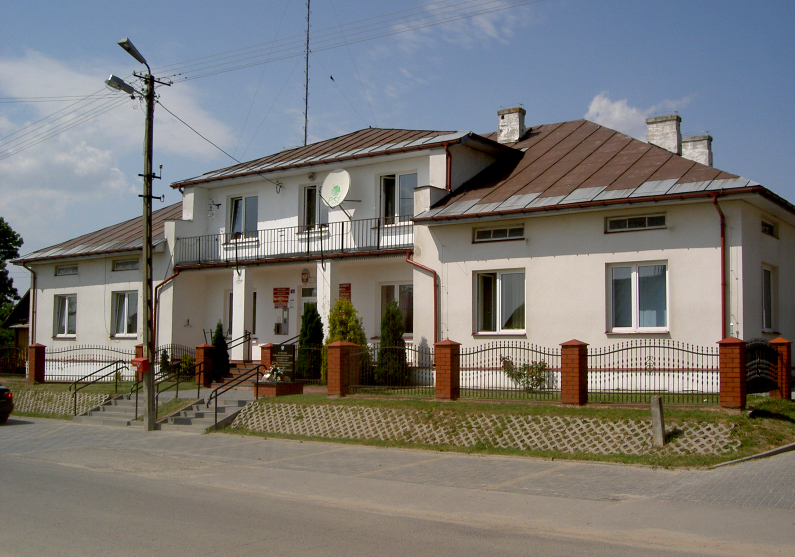
Гмина Обша

1. Цешанув
2. Лукова
3. Нароль
4. Стары-Дзикув
5. Сусец
6. Тарногруд